# Wolfenbüttel
Wolfenbüttel (in basso tedesco Wulfenbüttel) è una città di 51 986 abitanti abitanti della Bassa Sassonia, in Germania.
È il capoluogo, e il centro maggiore, del circondario (Landkreis) omonimo (targa WF).
Wolfenbüttel possiede lo status di "Comune indipendente" (Selbständige Gemeinde). È famosa per essere la città dove ha sede la produzione dell'amaro Jägermeister.

## Geografia fisica

### Territorio
Wolfenbüttel si trova nel sud-est della Bassa Sassonia tra il massiccio dello Harz e la Landa di Luneburgo, nella parte meridionale del Bassopiano Germanico. La città si trova a circa 12 km a sud di Braunschweig, a circa 60 km a sud-est della capitale dello stato, Hannover, e a nord-est di Salzgitter.
È attraversata dai fiumi Oker, Halchter e Altenau. A sud della città c'è l'Oderwald e a est il Parco Naturale Elm Lappwald.
La città si estende su una superficie di 1 461 ettari (14,61 km²) ed è circondata da un'area di 1 190 ettari di terreni forestali.
Nelle montagne Harz sono situati giacimenti di sabbia e argilla. Inoltre a Wolfenbüttel ci sono alcuni terreni marnosi.

### Clima
Wolfenbüttel si trova nella zona a clima temperato.

## Storia
Il nome Wolfenbüttel potrebbe derivare o dall'unione delle parole wolfen (lupi)  e büttel (villaggio) oppure farebbe riferimento ad una colonia sassone, chiamata Wulferi o Wulf Heri, che si stabilì lungo il fiume Oker fondando la città.
Non si sa quando Wolfenbüttel sia stata fondata. Il primo insediamento era probabilmente limitato ad un piccolo isolotto sul fiume Oker.
Wolfenbüttel divenne la residenza dei duchi di Brunswick nel 1432. Nel corso dei tre secoli successivi crebbe fino a diventare un centro culturale importante. Durante il rinascimento Wolfenbüttel come residenza ducale ebbe un rinnovamento urbano con la creazione di una serie di canali, i cosiddetti gracht, costruiti dall'olandese Hans Vredeman de Vries, che riqualificarono il corso del fiume Oker.
Come capitale del ducato e centro culturale vi abitarono molti personaggi dell'epoca fra Seicento e Settecento, fra cui Michael Praetorius, Johann Rosenmüller, Gottfried Leibniz e Gotthold Ephraim Lessing.  
Durante la dominazione dei duchi di Brunswick venne fondata la Herzog August Bibliothek, che divenne ben presto un centro importante di cultura umanistica a livello nazionale e internazionale. Fra gli studiosi che vi fecero tappa, va ricordato Giacomo Casanova, che qui si fermò durante il suo viaggio in Europa centrale.

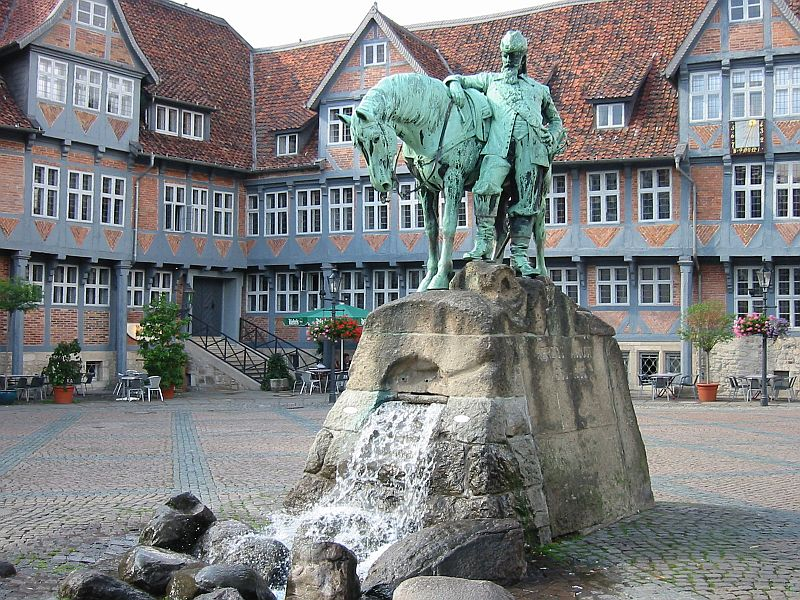
Piazza del mercato centrale con statua equestre del duca Augusto II

Nonostante la fama di Wolfenbüttel come luogo di cultura, ci furono molti processi di stregoneria, in particolar modo fra il 1590 e il 1620. In totale furono accusate di stregoneria un centinaio di persone, fra cui moltissime donne. 
Nel giugno 1641 ebbe luogo la battaglia di Wolfenbüttel, durante la Guerra dei trent'anni, dove gli svedesi sotto Wrangel e il conte di Königsmark sconfissero gli austriaci comandati dall'arciduca Leopoldo d'Asburgo.
Il compositore Johann Rosenmüller, che dovette lasciare la Germania a causa di accuse di omosessualità, trascorse i suoi ultimi anni a Wolfenbüttel, dove morì nel 1684.
Durante la Guerra dei sette anni, la città di Wolfenbüttel venne nuovamente assediata dalle truppe francesi.
Nel 1753 la corte ducale decise di trasfersi a Braunschweig, così che Wolfenbüttel iniziò a perdere importanza, nonostante la presenza di una caserma con guarnigione.
Durante la seconda guerra mondiale la caserma esistente per volere della Gestapo divenne luogo di detenzione e condanna di numerosi prigionieri politici.

## Monumenti e luoghi di interesse

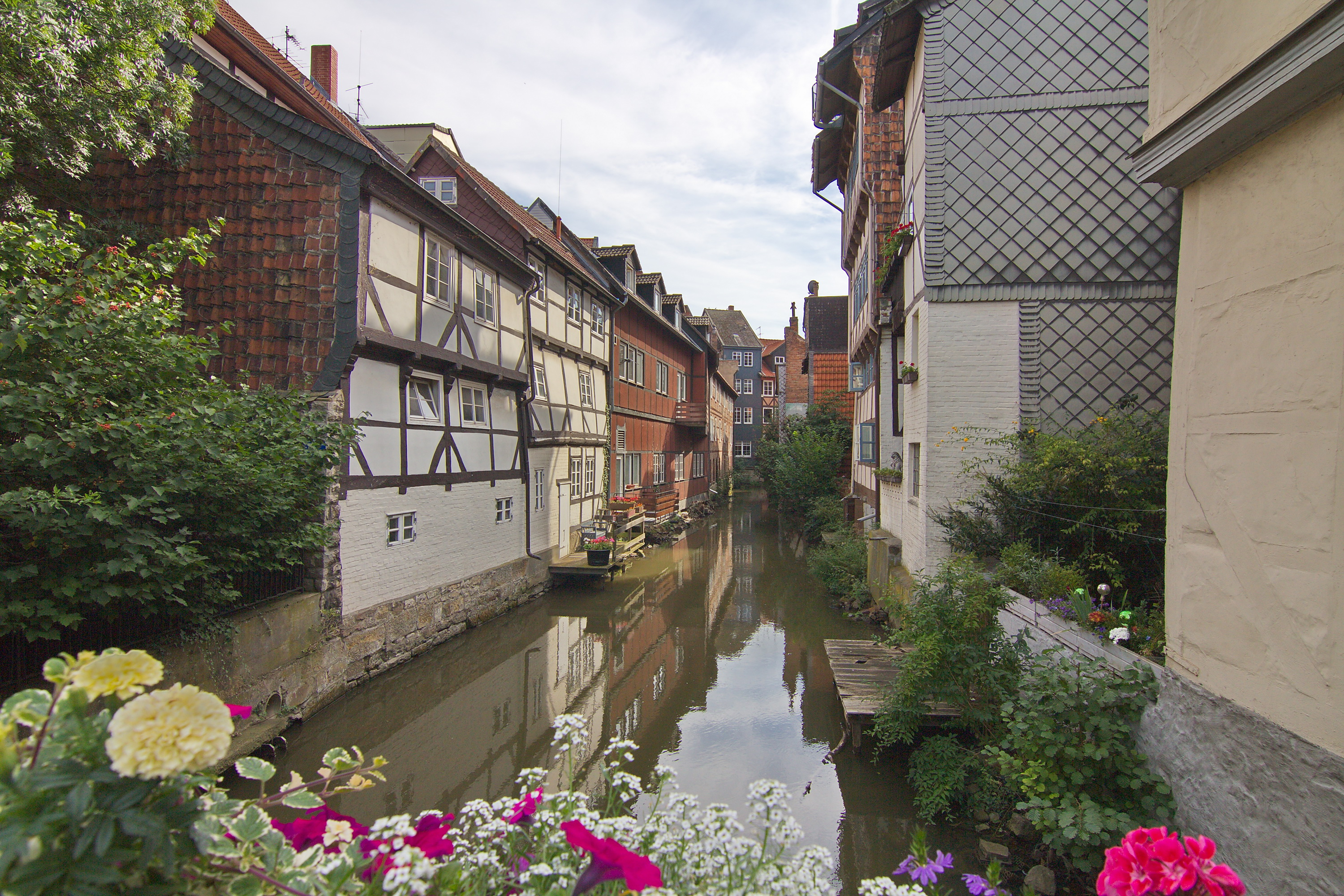
Klein-Venedig a Wolfenbüttel

Il centro storico della cittadina ha subito pochissimi danni durante la seconda guerra mondiale e vi si trovano circa 1000 edifici a graticcio in buono stato di conservazione.
Sul lato occidentale della piazza principale, chiamata Stadtmarkt, si trova il municipio, al centro della piazza il monumento al duca Augusto il Giovane. Dalla piazza del municipio si diparte la Kanzleistraße sulla quale si affacciano edifici risalenti al XVI e XVII secolo appartenuti agli alti funzionari di corte, in questa via si trova la sezione archeologica del Braunschweigisches Landesmuseum. Più a nord corre la parallela Lange Herzogstraße, benché vi risiedessero i funzionari di rango inferiore è più larga e gli edifici a graticcio hanno prospetti più ampi. Ancora più a nord, sempre parallela, si trova la più stretta Stobenstrasse, con edifici più modesti. Dal ponte situato in Stobenstraße si vede la pittoresca zona chiamata Klein-Venedig (Piccola Venezia): un quartiere progettato nel XVI secolo dall'architetto olandese Hans Vredeman de Vries e attraversato da una serie di gracht.
Le due chiese principali del centro storico, entrambe protestanti, sono la chiesa principale dedicata alla Vergine Maria (Beatae Mariae Virginis) e la barocca St. Trinitatiskirche.

### Architetture religiose
- Chiesa di San Brizio
- Marienkirche
- Chiesa di San Giovanni
- Chiesa di San Tommaso
- Chiesa della Santissima Trinità

### Architetture civili
- Herzog August Bibliothek
- Lessinghaus
- Piccolo Castello
- Castello di Wolfenbüttel
- Braunschweigisches Landesmuseum
- Memoriale

## Società

### Evoluzione demografica
A Wolfenbüttel vivono circa 54 000 persone.
- 1776: La corte si trasferì a Brunswick e la Guerra dei Sette Anni
- 1987: Censimento
- 2011: Censimento

## Cultura e attrazioni

### Spettacolo
A Wolfenbüttel ci sono due sale cinematografiche. Der Filmpalast, il più vecchio e dispone di tre sale di proiezione, e il Cinestar, che dispone di sei sale di proiezione di cui una per il 3D.

### Musica
Wolfenbüttel è anche una città di musica, che non si limita al lavoro dei compositori Michael Praetorius e Johann Rosenmüller. Dal 2009, la città è anche la sede del National Music Academy della Bassa Sassonia.

## Infrastrutture e trasporti

### Strade
È possibile raggiungere Wolfenbüttel attraverso l'autostrada A 36 e B 79.

### Treni e bus
Wolfenbüttel ha una stazione ferroviaria, che percorrono le linee Brunswick-Bad Harzburg (KBS 353) e Brunswick-Schoeppenstedt (KBS 312). Tutti i treni funzionano come i treni regionali. Nel centro operano nove linee di autobus.

### Aeroporti
A 80 km di distanza si trova l'internazionale Aeroporto di Hannover-Langenhagen. Nelle vicinanze si trova l'aeroporto di Braunschweig-Wolfsburg a Braunschweig.

## Amministrazione

### Consiglio comunale
Il consiglio comunale di Wolfenbüttel comprende 42 consiglieri, composto da:
| Partito   | Seggi |
| --------- | ----- |
| SPD       | 15    |
| CDU       | 15    |
| GRÜNE     | 8     |
| PIRATEN   | 2     |
| FDP       | 1     |
| Die Linke | 1     |
| Totale    | 42    |

### Gemellaggi
Wolfenbüttel è gemellata con:
- Sèvres
- Kenosha
- Satu Mare
- Kamienna Góra
- Blankenburg (Harz)